# امپاریهتسوکاترا
امپاریهتسوکاترا (به لاتین: Amparihitsokatra) یک سکونتگاه مسکونی در ماداگاسکار است که در آلائوترا-مانگورو واقع شده‌است.

## خصوصیات
امپاریهتسوکاترا ۱۰٬۰۰۰ نفر جمعیت دارد و ۸۴۱ متر بالاتر از سطح دریا واقع شده‌است.